# Out of Love
Out of Love is een nummer van de Amerikaanse rockband Toto uit 1990. Het is een van de vier nieuwe nummers op hun verzamelalbum Past to Present 1977-1990, waarvan het ook de tweede single was.
"Out of Love" is een ballad over een stukgelopen relatie. De plaat wist enkel in Nederland de hitlijsten te behalen. Het bereikte een bescheiden 26e positie in de Nederlandse Top 40.